# Sitzauslastung
Unter Sitzauslastung versteht man in der Personenbeförderung den Auslastungsgrad von Transportmitteln pro Zeiteinheit. 

## Allgemeines
In Fahrzeugen zur Personenbeförderung steht eine aus technischen und Sicherheitsgründen begrenzte Anzahl von Sitz- und gegebenenfalls Stehplätzen für Passagiere zur Verfügung. Die zulässige Anzahl der Sitz- und Stehplätze ist die Sitzplatzkapazität des Transportmittels. Welcher Anteil dieser Sitze und Stehplätze tatsächlich durch Passagiere besetzt sind, wird durch die Sitzauslastung ermittelt.
Im Luftverkehr wird der Begriff Sitzladefaktor (Abkürzung: SLF; englisch Seat load factor) verwendet.

## Berechnung
Die Sitzauslastung (oder Sitzladefaktor, {\displaystyle SLF}) ist der Quotient der zurückgelegenen Passagierkilometer ({\displaystyle RPK}) und den verfügbaren Sitzplatzkilometern ({\displaystyle ASK}):
{\displaystyle SLF={\dfrac {RPK}{ASK}}}
Anstatt der Passagierkilometer, die tatsächlich zurückgelegt wurden, können auch die verkauften Sitzplatzkilometer herangezogen werden.
Der Sitzladefaktor sagt einerseits aus, ob die eingesetzte Luftflotte effizient genutzt wird, noch Marktpotenziale vorhanden sind oder ob gar die Kapazitätsgrenzen erreicht werden. Diese Zahl wird oftmals für den Betriebsvergleich verschiedener Transportunternehmen herangezogen. Er lässt nur bedingt Rückschlüsse auf die Wirtschaftlichkeit eines Transportunternehmens zu, weil sie keinerlei Angaben zur Gewinnschwelle enthält.
Bei vielen Fluggesellschaften wird diese betriebswirtschaftliche Kennzahl im Geschäftsbericht dreifach angegeben, nämlich für das gesamte Streckennetz, für die Interkontinentalflüge und für das kontinentale Streckennetz. Die Interkontinentalflüge haben normalerweise eine deutlich höhere Auslastung als z. B. innereuropäische Flüge. Ob ein guter oder schlechter Sitzladefaktor vorliegt, lässt sich nur im Betriebsvergleich feststellen und ist zudem konjunktur- und oft saisonabhängig.
Entscheidet sich eine Fluggesellschaft beispielsweise dazu, eine im Durchschnitt zu 70 % ausgelastete Flugstrecke (bei einer Sitzkapazität von 100 Sitzplätzen) durch ein größeres Flugzeug mit maximal 200 Sitzplätzen zu bedienen, so sinkt der Sitzladefaktor von 70 % auf 35 %. Diese Auslastung liegt mit hoher Wahrscheinlichkeit unter der Gewinnschwelle (englisch break even-load factor), so dass Verluste entstehen. Dabei ist zu bedenken, dass sich die Gewinnschwelle sogar erhöht hat (das größere Flugzeug verursacht höhere Fixkosten wie Abschreibungen und Personalkosten durch mehr Bordpersonal). Größere Sitzkapazitäten sind daher nur sinnvoll, wenn eine überproportional steigende Nachfrage zu erwarten ist.

## Wirtschaftliche Aspekte

Der zum Erreichen der Gewinnschwelle erforderliche Auslastungsgrad entspricht dem -Wert des Schnittpunktes der Kostenkurve mit der Erlöskurve

Auslastungsgrad oder Beschäftigungsgrad sind für Unternehmen wichtige betriebswirtschaftliche Kennzahlen, welche die Auslastung betrieblicher Kapazitäten anzeigen. Der Auslastungsgrad ist vor allem in Unternehmen von Bedeutung, die einen hohen Anteil von Fixkosten an den Gesamtkosten aufweisen (kapitalintensive Unternehmen wie etwa in der Luftfahrt). Daraus entsteht eine relativ hohe Gewinnschwelle (englisch break-even point), bei der die Gesamtkosten erst bei einem relativ hohen Auslastungsgrad gedeckt werden. Durch Überschreiten der Gewinnschwelle verteilen sich die Fixkosten auf eine größere Stückzahl (Passagiere), wodurch die Stückkosten sinken und die Gewinne steigen (Fixkostendegression). Anzustreben sind – zwecks Erfüllung des Unternehmensziels der Gewinnmaximierung – jedoch höhere Auslastungsgrade, im Maximum die Vollauslastung von 100 %.
Die Sitzauslastung kann durch verschiedene Maßnahmen beeinflusst werden. Wird die Gewinnschwelle etwa durch Kostensenkung fixer Kosten ermäßigt, verringern sich die Auslastungsrisiken eines Transportunternehmens und umgekehrt. Bei gegebener Gewinnschwelle kann die Sitzauslastung verbessert werden durch Preissenkung (höhere Nachfrage), Preisdifferenzierung (Tages- oder Nachtpreise), vertikale Produktdifferenzierung (Qualitätswettbewerb), Verlängerung der Betriebszeiten und Verkürzung der Brachzeiten, Einführung des Saisonbetriebs oder auch durch Überbuchung (auch zur Vermeidung von No-shows), die auf eine vollständige Auslastung der Kapazitäten abzielt.
Die Durchschnittskosten bilden pro Passagiermeile oder Frachtmeile (unabhängig von Streckenlänge und Flugaufkommen) im Linienverkehr die Bemessungsgrundlage der Flugpreise, um unter Berücksichtigung einer erwarteten Auslastung eine angestrebte Kapitalverzinsung zu erreichen. Im Linienverkehr ist die Sitzauslastung tendenziell geringer als im Charterverkehr. Bei dauerhaft zu geringer Sitzauslastung liegen Überkapazitäten vor, die bei „Leerfahrten“ zu Leerkosten führt. Bei Überkapazitäten kann eine Verringerung der Taktzeit, der Einsatz kleinerer Transportmittel oder gar eine Einstellung des Verkehrs in Erwägung gezogen werden.